# Hisaki Matsuura
Hisaki Matsuura (jap. 松浦 寿輝, Matsuura Hisaki, * 18. März 1954 in Tokio) ist ein japanischer Schriftsteller, Literatur- und Kulturwissenschaftler.
Matsuura studierte Romanistik an der Universität Tokio und an der Universität Paris, wo er eine Dissertation über André Breton vorlegte. Er war Professor an der Universität Tokio. Als Schriftsteller erhielt Matsuura mehrere Preise, darunter den Takami-Jun-Preis für Fuyu no hon (冬の本, 1988), den Mishima-Preis für Orikuchi Shinobu ron (折口信夫論, 1996), den Akutagawa-Preis für Hana kutashi (花腐し, 2000), den Yomiuri-Literaturpreis für Hantō (半島, 2005), den Kiyama-Shōhei-Literaturpreis für Ayame karei hikagami (あやめ　鰈　ひかがみ, 2005), den Hagiwara-Sakutarō-Preis für Kissui toshi (吃水都市, 2009), den Tanizaki-Jun’ichirō-Preis für Meiyo to kōkotsu (名誉と恍惚, 2017) und ebenfalls 2017 den Bunkamura Prix des Deux Magots.

## Quelle
- La Littérature Japonaise - MATSUURA Hisaki

| Personendaten    | Personendaten                                                    |
| ---------------- | ---------------------------------------------------------------- |
| NAME             | Matsuura, Hisaki                                                 |
| ALTERNATIVNAMEN  | 松浦寿輝 (japanisch)                                             |
| KURZBESCHREIBUNG | japanischer Schriftsteller, Literatur- und Kulturwissenschaftler |
| GEBURTSDATUM     | 18. März 1954                                                    |
| GEBURTSORT       | Tokio                                                            |